# Dubovik
Dubovik (albanisch auch Duboviku, bis 1999 als Burrëmadh bekannt; serbisch Дубовик Dubovik) ist ein Dorf der Gemeinde Deçan im Kosovo.

## Lage
Das Dorf liegt rund fünf Kilometer nordöstlich von der Stadt Deçan.
| Lybeniq       | Borik (Kosovo)                              | Duboçak |
| Stellc i ulët | Kompassrose, die auf Nachbargemeinden zeigt | Kryshec |
| Prapaqan      | Papiq                                       | Broliq  |

## Geschichte
Im Dorf steht die Kulla (Wohnturm) von Jusuf und Bardhosh Gërvalla, der aus dem 20. Jahrhundert stammt und für die Aufnahme in die Liste der Kulturdenkmäler des Kosovo vorgeschlagen wurde.

## Bevölkerung
Die Volkszählung in der Republik Kosovo vom 1. April 2011 ergab, dass in dem Dorf Dubovik 1060 Menschen wohnten, die sich zu etwa 96,23 % als Albaner bezeichneten.
| Volkszählung | 1948 | 1953 | 1961 | 1971 | 1981 | 1991 | 2011 |
| ------------ | ---- | ---- | ---- | ---- | ---- | ---- | ---- |
| Einwohner    | 487  | 479  | 570  | 728  | 932  | 1089 | 1060 |

## Persönlichkeiten
- Jusuf Gërvalla (1943–1989), albanischer Aktivist, Musiker und Schriftsteller